# Liste der Kulturdenkmäler in der Gesamtanlage Dorfkern Wahlershausen
Die folgende Liste enthält die in der Denkmaltopographie ausgewiesenen Kulturdenkmäler auf dem Gebiet des Ortsteils Bad Wilhelmshöhe der  Stadt Kassel, Hessen.
Hinweis: Die Reihenfolge der Denkmäler in dieser Liste orientiert sich an der Anschrift, alternativ ist sie auch nach der Bezeichnung oder der Bauzeit sortierbar.
Kulturdenkmäler werden fortlaufend im Denkmalverzeichnis des Landes Hessen durch das Landesamt für Denkmalpflege Hessen auf Basis des Hessischen Denkmalschutzgesetzes (HDSchG) geführt. Die Schutzwürdigkeit eines Kulturdenkmals hängt nicht von der Eintragung in das Denkmalverzeichnis des Landes Hessen oder der Veröffentlichung in der Denkmaltopographie ab.

Die Liste der Kulturdenkmäler in der Gesamtanlage Dorfkern Wahlershausen enthält alle Kulturdenkmäler im Kasseler Ortsteil Wahlershausen im Stadtteil Bad Wilhelmshöhe, die in der vom Landesamt für Denkmalpflege Hessen 2009 herausgegebenen Denkmaltopographie Stadt Kassel Band III veröffentlicht wurden.

## Legende
- Bezeichnung: Nennt den Namen, die Bezeichnung oder die Art des Kulturdenkmals.
- Lage: Nennt den Straßennamen und wenn vorhanden die Hausnummer des Kulturdenkmals. Die Grundsortierung der Liste erfolgt nach dieser Adresse. Der Link „Karte“ führt zu verschiedenen Kartendarstellungen und nennt die Koordinaten des Kulturdenkmals.
- Beschreibung: Nennt bauliche und geschichtliche Einzelheiten des Kulturdenkmals, vorzugsweise die Denkmaleigenschaften. In Klammern sollte die Begründung des Denkmalwertes abgekürzt angegeben werden: g = geschichtlich, k = künstlerisch, s = städtebaulich, t = technisch, w = wissenschaftlich.
- Bauzeit: Gibt die Datierung an; das Jahr der Fertigstellung bzw. den Zeitraum der Errichtung. Eine Sortierung nach Jahr ist möglich.

### Gesamtanlage Dorfkern Wahlershausen
| Bild                                    | Bezeichnung | Lage                                           | Beschreibung                                                                                  | Bauzeit | Daten |
| --------------------------------------- | ----------- | ---------------------------------------------- | --------------------------------------------------------------------------------------------- | ------- | ----- |
|                                         |             | Alt Wahlershausen 1 Lage                       | (nur als Teil der Gesamtanlage)                                                               |         |       |
| Bild gesucht BW                         |             | Alt Wahlershausen 2 Lage                       | (nur als Teil der Gesamtanlage)                                                               |         |       |
| Bild gesucht BW                         |             | Alt Wahlershausen 3 Lage                       |                                                                                               |         |       |
| Bild gesucht BW                         |             | Alt Wahlershausen 4 Lage                       | (nur als Teil der Gesamtanlage)                                                               |         |       |
| Bild gesucht BW                         |             | Alt Wahlershausen 5 Lage                       | (nur als Teil der Gesamtanlage)                                                               |         |       |
| Bild gesucht BW                         |             | Alt Wahlershausen 6 Lage                       | (nur als Teil der Gesamtanlage)                                                               |         |       |
| Bild gesucht BW                         |             | Alt Wahlershausen 7 Lage                       | (nur als Teil der Gesamtanlage)                                                               |         |       |
| Bild gesucht BW                         |             | Alt Wahlershausen 8 Lage                       | (nur als Teil der Gesamtanlage)                                                               |         |       |
|                                         |             | Alt Wahlershausen 9 Lage                       |                                                                                               |         |       |
|                                         |             | An der Insel 1 Lage                            |                                                                                               |         |       |
|                                         |             | An der Insel 2 Lage                            | (nur als Teil der Gesamtanlage)                                                               |         |       |
|                                         |             | An der Insel 3 Lage                            |                                                                                               |         |       |
|                                         |             | Bachstraße 1 Lage                              | (nur als Teil der Gesamtanlage)                                                               |         |       |
| Bild gesucht BW                         |             | Bachstraße 2 Lage                              | (nur als Teil der Gesamtanlage)                                                               |         |       |
|                                         |             | Bachstraße 3 Lage                              |                                                                                               |         |       |
| Direkt Bild zu diesem Denkmal hochladen |             | Bachstraße 4                                   | (nur als Teil der Gesamtanlage)                                                               |         |       |
|                                         |             | Bachstraße 5 Lage                              | (nur als Teil der Gesamtanlage)                                                               |         |       |
| Bild gesucht BW                         |             | Bachstraße 6 Lage                              | (nur als Teil der Gesamtanlage)                                                               |         |       |
|                                         |             | Bachstraße 7 Lage                              | (nur als Teil der Gesamtanlage)                                                               |         |       |
| Bild gesucht BW                         |             | Bachstraße 8 Lage                              | (nur als Teil der Gesamtanlage)                                                               |         |       |
|                                         |             | Bachstraße 9 Lage                              | (nur als Teil der Gesamtanlage)                                                               |         |       |
| Direkt Bild zu diesem Denkmal hochladen |             | Bachstraße 9a                                  | (nur als Teil der Gesamtanlage)                                                               |         |       |
| Bild gesucht BW                         |             | Bachstraße 10 Lage                             | (nur als Teil der Gesamtanlage)                                                               |         |       |
|                                         |             | Bachstraße 11 Lage                             | (nur als Teil der Gesamtanlage)                                                               |         |       |
| Bild gesucht BW                         |             | Bachstraße 12 Lage                             | (nur als Teil der Gesamtanlage)                                                               |         |       |
|                                         |             | Bachstraße 13 Lage                             | (nur als Teil der Gesamtanlage)                                                               |         |       |
| Bild gesucht BW                         |             | Bachstraße 14 Lage                             | (nur als Teil der Gesamtanlage)                                                               |         |       |
|                                         |             | Bachstraße 15 Lage                             | (nur als Teil der Gesamtanlage)                                                               |         |       |
| Bild gesucht BW                         |             | Bremelbachstraße 5b Lage                       |                                                                                               |         |       |
|                                         |             | Kirchditmolder Straße 2 Lage                   | (nur als Teil der Gesamtanlage)                                                               |         |       |
|                                         |             | Kirchditmolder Straße 4 Lage                   | (nur als Teil der Gesamtanlage)                                                               |         |       |
|                                         |             | Kirchditmolder Straße 5 Lage                   | (nur als Teil der Gesamtanlage)                                                               |         |       |
| Direkt Bild zu diesem Denkmal hochladen |             | Kirchditmolder Straße 6                        | (nur als Teil der Gesamtanlage)                                                               |         |       |
| Bild gesucht BW                         |             | Kirchditmolder Straße 7 Lage                   | (nur als Teil der Gesamtanlage)                                                               |         |       |
| Direkt Bild zu diesem Denkmal hochladen |             | Kirchditmolder Straße 8                        | (nur als Teil der Gesamtanlage)                                                               |         |       |
| Bild gesucht BW                         |             | Kirchditmolder Straße 9 Lage                   | (nur als Teil der Gesamtanlage)                                                               |         |       |
|                                         |             | Kirchditmolder Straße 10 Lage                  | (nur als Teil der Gesamtanlage)                                                               |         |       |
|                                         |             | Kirchditmolder Straße 11 Lage                  | (nur als Teil der Gesamtanlage)                                                               |         |       |
|                                         |             | Kirchditmolder Straße 12 Lage                  | (nur als Teil der Gesamtanlage)                                                               |         |       |
|                                         |             | Kirchditmolder Straße 13 Lage                  |                                                                                               |         |       |
| Bild gesucht BW                         |             | Kirchditmolder Straße 14 Lage                  | (nur als Teil der Gesamtanlage)                                                               |         |       |
|                                         |             | Kirchditmolder Straße 15 Lage                  |                                                                                               |         |       |
|                                         |             | Kirchditmolder Straße 16 Lage                  | (nur als Teil der Gesamtanlage)                                                               |         |       |
|                                         |             | Kirchditmolder Straße 17 Lage                  |                                                                                               |         |       |
|                                         |             | Kirchditmolder Straße 37 Lage                  | (nur als Teil der Gesamtanlage)                                                               |         |       |
|                                         |             | Kirchditmolder Straße 38 Lage                  |                                                                                               |         |       |
|                                         |             | Kirchditmolder Straße 39 Lage                  | (nur als Teil der Gesamtanlage)                                                               |         |       |
|                                         |             | Kirchditmolder Straße 41 Lage                  | (nur als Teil der Gesamtanlage)                                                               |         |       |
|                                         |             | Kirchditmolder Straße 43 Lage                  | (nur als Teil der Gesamtanlage)                                                               |         |       |
|                                         |             | Kirchditmolder Straße 45 Lage                  | (nur als Teil der Gesamtanlage)                                                               |         |       |
|                                         |             | Kirchditmolder Straße 47 Lage                  | (nur als Teil der Gesamtanlage)                                                               |         |       |
|                                         |             | Kunoldstraße 3 Lage                            | (nur als Teil der Gesamtanlage)                                                               |         |       |
|                                         |             | Kunoldstraße 4 Lage                            | (nur als Teil der Gesamtanlage)                                                               |         |       |
|                                         |             | Kunoldstraße 4a Lage                           | (nur als Teil der Gesamtanlage)                                                               |         |       |
|                                         |             | Kunoldstraße 5 Lage                            | (nur als Teil der Gesamtanlage)                                                               |         |       |
|                                         |             | Kunoldstraße 5a Lage                           | (nur als Teil der Gesamtanlage)                                                               |         |       |
|                                         |             | Kunoldstraße 6 Lage                            | (nur als Teil der Gesamtanlage)                                                               |         |       |
| Direkt Bild zu diesem Denkmal hochladen |             | Kunoldstraße 7                                 | (nur als Teil der Gesamtanlage)                                                               |         |       |
|                                         |             | Kunoldstraße 8 Lage                            | (nur als Teil der Gesamtanlage)                                                               |         |       |
|                                         |             | Kunoldstraße 9 Lage                            | (nur als Teil der Gesamtanlage)                                                               |         |       |
| Bild gesucht BW                         |             | Kunoldstraße 10 Lage                           | (nur als Teil der Gesamtanlage)                                                               |         |       |
| Direkt Bild zu diesem Denkmal hochladen |             | Kunoldstraße 11                                | (nur als Teil der Gesamtanlage)                                                               |         |       |
|                                         |             | Kunoldstraße 12 Lage                           | (nur als Teil der Gesamtanlage)                                                               |         |       |
|                                         |             | Kunoldstraße 13 Lage                           | (nur als Teil der Gesamtanlage)                                                               |         |       |
|                                         |             | Kunoldstraße 14 Lage                           | (nur als Teil der Gesamtanlage)                                                               |         |       |
|                                         |             | Kunoldstraße 15 Lage                           | (nur als Teil der Gesamtanlage)                                                               |         |       |
|                                         |             | Kunoldstraße 16 Lage                           | (nur als Teil der Gesamtanlage)                                                               |         |       |
|                                         |             | Kunoldstraße (17) Lage                         | (nur als Teil der Gesamtanlage)                                                               |         |       |
| Direkt Bild zu diesem Denkmal hochladen |             | Kunoldstraße 18                                | (nur als Teil der Gesamtanlage)                                                               |         |       |
|                                         |             | Kunoldstraße (19) Lage                         | (nur als Teil der Gesamtanlage)                                                               |         |       |
|                                         |             | Kunoldstraße 20 Lage                           | (nur als Teil der Gesamtanlage)                                                               |         |       |
|                                         |             | Kunoldstraße 21 Lage                           | (nur als Teil der Gesamtanlage)                                                               |         |       |
|                                         |             | Kunoldstraße 22 Lage                           | (nur als Teil der Gesamtanlage)                                                               |         |       |
| Direkt Bild zu diesem Denkmal hochladen |             | Kunoldstraße 23                                | (nur als Teil der Gesamtanlage)                                                               |         |       |
|                                         |             | Kunoldstraße 24 Lage                           | (nur als Teil der Gesamtanlage)                                                               |         |       |
|                                         |             | Kunoldstraße 25 Lage                           | (nur als Teil der Gesamtanlage)                                                               |         |       |
|                                         |             | Kunoldstraße 26 Lage                           | (nur als Teil der Gesamtanlage)                                                               |         |       |
|                                         |             | Lange Straße 9 Lage                            |                                                                                               |         |       |
|                                         |             | Lange Straße 11 Lage                           | (nur als Teil der Gesamtanlage)                                                               |         |       |
|                                         |             | Lange Straße 12 Lage                           | (nur als Teil der Gesamtanlage)                                                               |         |       |
|                                         |             | Lange Straße 13 Lage                           | (nur als Teil der Gesamtanlage)                                                               |         |       |
|                                         |             | Lange Straße 14 Lage                           | (nur als Teil der Gesamtanlage)                                                               |         |       |
|                                         |             | Lange Straße 15 Lage                           | (nur als Teil der Gesamtanlage)                                                               |         |       |
|                                         |             | Lange Straße 16 Lage                           | (nur als Teil der Gesamtanlage)                                                               |         |       |
|                                         |             | Lange Straße 17 Lage                           | (nur als Teil der Gesamtanlage)                                                               |         |       |
|                                         |             | Lange Straße 17b Lage                          | (nur als Teil der Gesamtanlage)                                                               |         |       |
|                                         |             | Lange Straße 18 Lage                           | (nur als Teil der Gesamtanlage)                                                               |         |       |
|                                         |             | Lange Straße 19 Lage                           | (nur als Teil der Gesamtanlage)                                                               |         |       |
|                                         |             | Lange Straße 20 Lage                           | (nur als Teil der Gesamtanlage)                                                               |         |       |
|                                         |             | Lange Straße 21 Lage                           | (nur als Teil der Gesamtanlage)                                                               |         |       |
|                                         |             | Lange Straße 22 Lage                           | (nur als Teil der Gesamtanlage)                                                               |         |       |
|                                         |             | Lange Straße 23 Lage                           | (nur als Teil der Gesamtanlage)                                                               |         |       |
|                                         |             | Lange Straße 24 Lage                           | (nur als Teil der Gesamtanlage)                                                               |         |       |
|                                         |             | Lange Straße 25 Lage                           | (nur als Teil der Gesamtanlage)                                                               |         |       |
|                                         |             | Lange Straße 26 Lage                           | (nur als Teil der Gesamtanlage)                                                               |         |       |
|                                         |             | Lange Straße 27 Lage                           |                                                                                               |         |       |
|                                         |             | Lange Straße 28 Lage                           | (nur als Teil der Gesamtanlage)                                                               |         |       |
|                                         |             | Lange Straße 29 Lage                           | (nur als Teil der Gesamtanlage)                                                               |         |       |
|                                         |             | Lange Straße 30 Lage                           | (nur als Teil der Gesamtanlage)                                                               |         |       |
|                                         |             | Lange Straße 31 Lage                           | (nur als Teil der Gesamtanlage)                                                               |         |       |
|                                         |             | Lange Straße 32 Lage                           | (nur als Teil der Gesamtanlage)                                                               |         |       |
|                                         |             | Lange Straße 33 Lage                           | (nur als Teil der Gesamtanlage)                                                               |         |       |
|                                         |             | Lange Straße 34 Lage                           |                                                                                               |         |       |
|                                         |             | Lange Straße 35 Lage                           |                                                                                               |         |       |
|                                         |             | Lange Straße 36 Lage                           | (nur als Teil der Gesamtanlage)                                                               |         |       |
|                                         |             | Lange Straße 37 Lage                           |                                                                                               |         |       |
| Bild gesucht BW                         |             | Lange Straße 38/Stockwiesen 3 Lage             |                                                                                               |         |       |
|                                         |             | Lange Straße 39 Lage                           |                                                                                               |         |       |
| Direkt Bild zu diesem Denkmal hochladen |             | Lange Straße 40                                | (nur als Teil der Gesamtanlage)                                                               |         |       |
| Direkt Bild zu diesem Denkmal hochladen |             | Lange Straße 41                                | (nur als Teil der Gesamtanlage)                                                               |         |       |
|                                         |             | Lange Straße 42 Lage                           | (nur als Teil der Gesamtanlage)                                                               |         |       |
|                                         |             | Lange Straße 43 Lage                           |                                                                                               |         |       |
|                                         |             | Lange Straße 44 Lage                           |                                                                                               |         |       |
|                                         |             | Lange Straße 45 Lage                           |                                                                                               |         |       |
|                                         |             | Lange Straße 46 Lage                           | (nur als Teil der Gesamtanlage)                                                               |         |       |
|                                         |             | Lange Straße 47 Lage                           |                                                                                               |         |       |
|                                         |             | Lange Straße 49 Lage                           | (nur als Teil der Gesamtanlage)                                                               |         |       |
|                                         |             | Lange Straße 51 Lage                           | (nur als Teil der Gesamtanlage)                                                               |         |       |
|                                         |             | Lange Straße 52 Lage                           | (nur als Teil der Gesamtanlage)                                                               |         |       |
|                                         |             | Lange Straße 53 Lage                           | (nur als Teil der Gesamtanlage)                                                               |         |       |
|                                         |             | Lange Straße 54 Lage                           |                                                                                               |         |       |
|                                         |             | Lange Straße 56 Lage                           |                                                                                               |         |       |
|                                         |             | Lange Straße 57 Lage                           | (nur als Teil der Gesamtanlage)                                                               |         |       |
| Direkt Bild zu diesem Denkmal hochladen |             | Lange Straße 58                                | (nur als Teil der Gesamtanlage)                                                               |         |       |
|                                         |             | Lange Straße 59 Lage                           | (nur als Teil der Gesamtanlage)                                                               |         |       |
|                                         |             | Lange Straße 60 Lage                           |                                                                                               |         |       |
|                                         |             | Lange Straße 61 Lage                           |                                                                                               |         |       |
|                                         |             | Lange Straße 62 Lage                           | (nur als Teil der Gesamtanlage)                                                               |         |       |
|                                         |             | Lange Straße 63 Lage                           |                                                                                               |         |       |
|                                         |             | Lange Straße 64 Lage                           | (nur als Teil der Gesamtanlage)                                                               |         |       |
|                                         |             | Lange Straße 65 Lage                           |                                                                                               |         |       |
|                                         |             | Lange Straße 66 Lage                           | (nur als Teil der Gesamtanlage)                                                               |         |       |
| Bild gesucht BW                         |             | Lange Straße 67 Lage                           | (nur als Teil der Gesamtanlage)                                                               |         |       |
|                                         |             | Lange Straße 68 Lage                           |                                                                                               |         |       |
|                                         |             | Lange Straße 69 Lage                           | (nur als Teil der Gesamtanlage)                                                               |         |       |
| Bild gesucht BW                         |             | Lange Straße 70 Lage                           | (nur als Teil der Gesamtanlage)                                                               |         |       |
| Bild gesucht BW                         |             | Lange Straße 71 Lage                           | (nur als Teil der Gesamtanlage)                                                               |         |       |
| Bild gesucht BW                         |             | Lange Straße 72 Lage                           | (nur als Teil der Gesamtanlage)                                                               |         |       |
|                                         |             | Lange Straße 73 Lage                           |                                                                                               |         |       |
| Direkt Bild zu diesem Denkmal hochladen |             | Lange Straße 74                                | (nur als Teil der Gesamtanlage)                                                               |         |       |
|                                         |             | Lange Straße 75 Lage                           |                                                                                               |         |       |
| Direkt Bild zu diesem Denkmal hochladen |             | Lange Straße 76                                | (nur als Teil der Gesamtanlage)                                                               |         |       |
| Bild gesucht BW                         |             | Lange Straße 77 Lage                           | (nur als Teil der Gesamtanlage)                                                               |         |       |
| Bild gesucht BW                         |             | Lange Straße 78 Lage                           | (nur als Teil der Gesamtanlage)                                                               |         |       |
| Bild gesucht BW                         |             | Lange Straße 79 Lage                           | (nur als Teil der Gesamtanlage)                                                               |         |       |
|                                         |             | Lange Straße 80 Lage                           |                                                                                               |         |       |
|                                         |             | Lange Straße 81 Lage                           |                                                                                               |         |       |
| Direkt Bild zu diesem Denkmal hochladen |             | Lange Straße 82                                | (nur als Teil der Gesamtanlage)                                                               |         |       |
| Direkt Bild zu diesem Denkmal hochladen |             | Lange Straße 84                                | (nur als Teil der Gesamtanlage)                                                               |         |       |
| Direkt Bild zu diesem Denkmal hochladen |             | Lange Straße 86                                | (nur als Teil der Gesamtanlage)                                                               |         |       |
| Direkt Bild zu diesem Denkmal hochladen |             | Lange Straße 88                                | (nur als Teil der Gesamtanlage)                                                               |         |       |
|                                         |             | Lange Straße 90 Lage                           | (nur als Teil der Gesamtanlage)                                                               |         |       |
|                                         |             | Lange Straße 95 Lage                           |                                                                                               |         |       |
|                                         |             | Lange Straße 101 Lage                          | (nur als Teil der Gesamtanlage)                                                               |         |       |
|                                         |             | Lange Straße 109 Lage                          | (nur als Teil der Gesamtanlage)                                                               |         |       |
|                                         |             | Lange Straße 111 Lage                          | (nur als Teil der Gesamtanlage)                                                               |         |       |
| Bild gesucht BW                         |             | Rammelsbergstraße 1 Lage                       |                                                                                               |         |       |
| Direkt Bild zu diesem Denkmal hochladen |             | Rammelsbergstraße 2                            | (nur als Teil der Gesamtanlage)                                                               |         |       |
| Bild gesucht BW                         |             | Rammelsbergstraße 3 Lage                       |                                                                                               |         |       |
| Bild gesucht BW                         |             | Rammelsbergstraße 4 Lage                       |                                                                                               |         |       |
| Bild gesucht BW                         |             | Rammelsbergstraße 5 Lage                       | (nur als Teil der Gesamtanlage)                                                               |         |       |
| Bild gesucht BW                         |             | Rammelsbergstraße 6 Lage                       |                                                                                               |         |       |
| Bild gesucht BW                         |             | Rammelsbergstraße 6a Lage                      |                                                                                               |         |       |
| Direkt Bild zu diesem Denkmal hochladen |             | Rammelsbergstraße 7                            | (nur als Teil der Gesamtanlage)                                                               |         |       |
| Direkt Bild zu diesem Denkmal hochladen |             | Rammelsbergstraße 8                            | (nur als Teil der Gesamtanlage)                                                               |         |       |
| Direkt Bild zu diesem Denkmal hochladen |             | Rammelsbergstraße 9                            | (nur als Teil der Gesamtanlage)                                                               |         |       |
| Bild gesucht BW                         |             | Rammelsbergstraße 10 Lage                      |                                                                                               |         |       |
| Bild gesucht BW                         |             | Rammelsbergstraße 11 Lage                      | (nur als Teil der Gesamtanlage)                                                               |         |       |
| Direkt Bild zu diesem Denkmal hochladen |             | Rammelsbergstraße 13                           | (nur als Teil der Gesamtanlage)                                                               |         |       |
| Direkt Bild zu diesem Denkmal hochladen |             | Rammelsbergstraße 15                           | (nur als Teil der Gesamtanlage)                                                               |         |       |
| Direkt Bild zu diesem Denkmal hochladen |             | Rammelsbergstraße 17                           | (nur als Teil der Gesamtanlage)                                                               |         |       |
| Direkt Bild zu diesem Denkmal hochladen |             | Rammelsbergstraße 19                           | (nur als Teil der Gesamtanlage)                                                               |         |       |
| Bild gesucht BW                         |             | Rammelsbergstraße 21/23+ ev. Gemeindehaus Lage | (nur als Teil der Gesamtanlage)                                                               |         |       |
|                                         |             | Stockwiesen 2 Lage                             | (nur als Teil der Gesamtanlage)                                                               |         |       |
| Bild gesucht BW                         |             | Stockwiesen 3 Lage                             | (nur als Teil der Gesamtanlage)                                                               |         |       |
|                                         |             | Stockwiesen 4 Lage                             | (nur als Teil der Gesamtanlage)                                                               |         |       |
|                                         |             | Stockwiesen 5 Lage                             | (nur als Teil der Gesamtanlage)                                                               |         |       |
|                                         |             | Stockwiesen 6 Lage                             | (nur als Teil der Gesamtanlage); Gebäude wurde abgerissen                                     |         |       |
| Bild gesucht BW                         |             | Stockwiesen 7 Lage                             | (nur als Teil der Gesamtanlage)                                                               |         |       |
|                                         |             | Stockwiesen 8 Lage                             |                                                                                               |         |       |
| Bild gesucht BW                         |             | Stockwiesen 9 Lage                             | (nur als Teil der Gesamtanlage)                                                               |         |       |
| Direkt Bild zu diesem Denkmal hochladen |             | Stockwiesen 11                                 | (nur als Teil der Gesamtanlage)                                                               |         |       |
| Bild gesucht BW                         |             | Wasserweg 1 Lage                               | (nur als Teil der Gesamtanlage)                                                               |         |       |
|                                         |             | Wasserweg 2 Lage                               |                                                                                               |         |       |
| Bild gesucht BW                         |             | Wasserweg 2a Lage                              | (nur als Teil der Gesamtanlage)                                                               |         |       |
|                                         |             | Wasserweg 2b Lage                              |                                                                                               |         |       |
| Bild gesucht BW                         |             | Wasserweg 3 Lage                               | (nur als Teil der Gesamtanlage)                                                               |         |       |
|                                         |             | Wasserweg 4 Lage                               |                                                                                               |         |       |
|                                         |             | Wasserweg 4a Lage                              | (nur als Teil der Gesamtanlage)                                                               |         |       |
| Bild gesucht BW                         |             | Wasserweg 5 Lage                               | (nur als Teil der Gesamtanlage); Gebäude wurde abgerissen und wird durch einen Neubau ersetzt |         |       |
| Bild gesucht BW                         |             | Wasserweg 6 Lage                               |                                                                                               |         |       |
|                                         |             | Wasserweg 7 Lage                               | (nur als Teil der Gesamtanlage)                                                               |         |       |
| Bild gesucht BW                         |             | Wasserweg 8 Lage                               | (nur als Teil der Gesamtanlage)                                                               |         |       |
|                                         |             | Wasserweg 9 Lage                               |                                                                                               |         |       |
| Bild gesucht BW                         |             | Wasserweg 10 Lage                              | (nur als Teil der Gesamtanlage)                                                               |         |       |
|                                         |             | Wasserweg 11 Lage                              |                                                                                               |         |       |